# Майское (Таласская область)
Майское (кирг. Май) — село в Манасском районе Таласской области Кыргызстана. Административный центр Майского аильного округа. Код СОАТЕ — 41707 225 826 01 0.

## Население
По данным переписи 2009 года, в селе проживало 3984 человека.